# Quiero ser (canción)
Quiero ser es el primer sencillo del primer álbum de la cantautora española Amaia Montero en solitario tras abandonar La Oreja de Van Gogh.

## Estreno
El sencillo fue estrenado el 4 de octubre de 2008 en el programa Del 40 al 1 en la radio Los 40 Principales.
El 29 de octubre se estrenaba en las listas oficiales de Promusicae (España), entrando en el puesto 20 para descarga de canciones y en el 12 en radios españolas. En su segunda semana tuvo una gran subida en ambas listas, en las lista de descarga de canciones subía del 20 al 7, mientras que en radios subía del 12 al 4. En su tercera semana subió el radios del 4 al 1.
Después de 9 semanas se hizo con el n.º 1 en la Cadena 100.
Consiguió ser n.º 1 en iTunes en su segunda semana, y el 18 de noviembre se volvió a coronar en el puesto n.º 1 con la salida del CD.
Entró en la lista de los 40 principales en la posición 35. Aunque no fue una entrada fuera de lo corriente, en la segunda semana subió 11 puestos, colocándose en la posición 24 y siendo la subida más fuerte de la semana.
El 26 de diciembre se coronó en la posición 1 de Los 40 Principales (España), a través de la web, que puso la lista antes de ser radiada en Del 40 al 1. Quiero ser se mantuvo en lo más alto la semana siguiente y recuperó el número uno el día 17 de enero.
El sencillo ha sido certificado como doble platino en España por 160 mil copias distribuidas. Además Sony BMG ha dado a conocer recientemente que el sencillo ha roto récords de permanencia en radios españolas sumando ya 13 semanas consecutivas en lo más alto (#1)

## Acerca de la canción
Una canción de pop sencillo, de hechuras clásicas en el que la música está para realzar y sostener la voz de Amaia. La canción, según declaraciones de la propia Amaia, "Quizá es la menos comercial, estoy de acuerdo, pero la elegí porque es toda una declaración de principios", refiriéndose al estribillo del tema: Quiero cantar a la libertad.
En Quiero Ser canta Amaia en un tema que comienza con cierto aire vintage en el dibujo de la guitarra española, arreglos sencillos y efectivos, con utilización de instrumentos atípicos como el autoarpa, un balanceo muy años 60 y magníficamente interpretada por Amaia, que afirma que la canción "habla de mí, de lo que sentiría si encontrase el amor de mi vida. Habla de lo que me gustaría en ese momento, es una canción para la persona, una declaración de intenciones".

## Curiosidades
Amaia fue entrevistada por Los 40 principales y declara lo siguiente: "El primer single no es una canción de pop clásico, más bien me ha salido una canción pop muy guitarrera y creo que va a sorprender".
En un principio se pensaba que en la portada del sencillo se veía a Buba, perro de la cantautora, pero resultó ser otro perro llamado Pop, ya que Buba al parecer había muerto en 2007. Esto fue confirmado en el encuentro que Amaia hizo para la pre-escucha de su disco, donde se escucharon temas como Tulipán o 407.
Además, en el videoclip también se puede ver a Pop acompañado de Mafalda, el otro labrador de la cantante.
La maquetación del disco se ha realizado enteramente en Madrid

## Videoclip
- Videoclip Quiero Ser

El videoclip vio la luz el 25 de octubre, lanzado en YouTube por Sony BMG, aunque sólo estaba disponible para usuarios residentes en España.
El vídeo del tema fue filmado en Las Grandas (Asturias) donde se ve cómo Amaia canta el tema mirando hacia el mar, y más tarde llega a una casa con sus dos perros (Buba y Mafalda), donde empieza a tocar la guitarra mientras sigue cantando. El videoclip tiene un aire sencillamente natural, dando una imagen muy íntima de Amaia.
El vídeo recuerda a otros de Amaia como Mariposa, por su aire natural y sencillo.

## Trayectoria en las listas
| Los 40 Principales | Los 40 Principales | Los 40 Principales | Los 40 Principales | Los 40 Principales | Los 40 Principales | Los 40 Principales | Los 40 Principales | Los 40 Principales | Los 40 Principales | Los 40 Principales | Los 40 Principales | Los 40 Principales | Los 40 Principales | Los 40 Principales | Los 40 Principales | Los 40 Principales | Los 40 Principales | Los 40 Principales | Los 40 Principales | Los 40 Principales | Los 40 Principales | Los 40 Principales | Los 40 Principales | Los 40 Principales | Los 40 Principales | Los 40 Principales | Los 40 Principales | Los 40 Principales | Los 40 Principales | Los 40 Principales | Los 40 Principales |
| Semana             | 01                 | 02                 | 03                 | 04                 | 05                 | 06                 | 07                 | 08                 | 09                 | 10                 | 11                 | 12                 | 13                 | 14                 | 15                 | 16                 | 17                 | 18                 | 19                 | 20                 | 21                 | 22                 | 23                 | 24                 | 25                 | 26                 | 27                 | 28                 | 29                 | 30                 | 31                 |
| ------------------ | ------------------ | ------------------ | ------------------ | ------------------ | ------------------ | ------------------ | ------------------ | ------------------ | ------------------ | ------------------ | ------------------ | ------------------ | ------------------ | ------------------ | ------------------ | ------------------ | ------------------ | ------------------ | ------------------ | ------------------ | ------------------ | ------------------ | ------------------ | ------------------ | ------------------ | ------------------ | ------------------ | ------------------ | ------------------ | ------------------ | ------------------ |
| Posición           | 35                 | 24                 | 17                 | 14                 | 9                  | 7                  | 7                  | 6                  | 5                  | 3                  | 1                  | 1                  | 2                  | 1                  | 2                  | 2                  | 2                  | 2                  | 4                  | 6                  | 10                 | 8                  | 6                  | 6                  | 7                  | 8                  | 14                 | 16                 | 21                 | 29                 | 39                 |

| País                   | Posición |
| ---------------------- | -------- |
| España Top 50 Singles  | 1        |
| México                 | 6        |
| Costa Rica             | 2        |
| Chile                  | 5        |
| Colombia               | 1        |
| Itunes USA             | 1        |
| Francia Latin Top      | 2        |
| Ecuador                | 1        |
| Argentina              | 1        |
| Nicaragua              | 1        |
| Iberoamerica           | 5        |
| Top Latino             | 6        |
| Canada Spanish Top 100 | 10       |
| Top 100 Países Bajos   | 15       |
| Euro200                | 43       |

| Certificaciones | Certificaciones        | Certificaciones | Certificaciones     |
| --------------- | ---------------------- | --------------- | ------------------- |
| Territorio      | Organismo certificador | Certificación   | Ventas certificadas |
| España          | PROMUSICAE             | x2 Platino      | 160.00              |